# Tomohiko Itō
Tomohiko Itō (jap. 伊藤 友彦 Itō Tomohiko; ur. 28 maja 1978) – japoński piłkarz występujący na pozycji bramkarza.

## Kariera klubowa
Od 1997 do 2010 roku występował w klubach Nagoya SC, Ventforet Kōfu, Shonan Bellmare i Cerezo Osaka.